# Ployart-et-Vaurseine
Ployart-et-Vaurseine è un comune francese di 20 abitanti situato nel dipartimento dell'Aisne della regione dell'Alta Francia.

## Società

### Evoluzione demografica
Abitanti censiti